# Tethysbaena argentarii
Tethysbaena argentarii är en kräftdjursart som först beskrevs av Stella 1951.  Tethysbaena argentarii ingår i släktet Tethysbaena och familjen Monodellidae. Inga underarter finns listade i Catalogue of Life.